# Campeonato Internacional de Tênis de Campinas 2024 - Doppio
Il doppio del torneo di tennis professionistico Campeonato Internacional de Tênis de Campinas 2024, facente parte della categoria Challenger 100 nell'ambito dell'ATP Challenger Tour 2024, si è giocato dal 14 al 20 ottobre a Campinas, in Brasile. Tra le coppie partecipanti erano assenti Guido Andreozzi e Guillermo Durán, i detentori del titolo.
In finale Mateus Alves e Orlando Luz hanno sconfitto Marcelo Tomás Barrios Vera e Facundo Mena con il punteggio di 6–3, 6–4.

## Teste di serie
1. Karol Drzewiecki /  Piotr Matuszewski (primo turno)
2. Fernando Romboli /  Matías Soto (primo turno)

1. Boris Arias /  Federico Zeballos (quarti di finale)
2. Mateus Alves /  Orlando Luz (campioni)

## Wildcard
1. Gustavo Heide /  Bruno Oliveira (primo turno)

1. Enzo Camargo Lima /  Daniel Dutra da Silva (primo turno)

## Ranking protetto
1. Arklon Huertas del Pino /  Conner Huertas del Pino (primo turno)

## Tabellone

### Legenda
| - Q = Qualificato - WC = Wild card - LL = Lucky loser | - ALT = Alternate - SE = Special Exempt - PR = Protected Ranking | - w/o = Walkover - r = Ritirato - d = Squalificato |

|  | Primo turno | Primo turno                           | Primo turno                     | Primo turno | Primo turno |  |  | Quarti di finale | Quarti di finale           | Quarti di finale        | Quarti di finale        | Quarti di finale |   |      | Semifinali | Semifinali               | Semifinali               | Semifinali                      | Semifinali                      |   |   | Finale | Finale | Finale | Finale | Finale |  |
|  |             |                                       |                                 |             |             |  |  |                  |                            |                         |                         |                  |   |      |            |                          |                          |                                 |                                 |   |   |        |        |        |        |        |  |
|  | 1           | K Drzewiecki P Matuszewski            | 5                               | 6           | [7]         |  |  |                  |                            |                         |                         |                  |   |      |            |                          |                          |                                 |                                 |   |   |        |        |        |        |        |  |
|  |             | A Collarini M Dellien                 | 7                               | 4           | [10]        |  |  |                  | A Collarini M Dellien      | A Collarini M Dellien   | 4                       | 65               |   |      |            |                          |                          |                                 |                                 |   |   |        |        |        |        |        |  |
|  |             | L Britto PA Saraiva dos Santos        | L Britto PA Saraiva dos Santos  | 65          | 62          |  |  |                  | S Duncan H Reese           | S Duncan H Reese        | 6                       | 7                |   |      |            |                          |                          |                                 |                                 |   |   |        |        |        |        |        |  |
|  |             | S Duncan H Reese                      | S Duncan H Reese                | 7           | 7           |  |  |                  |                            |                         |                         |                  |   |      |            | S Duncan H Reese         | 7                        | 4                               | [8]                             |   |   |        |        |        |        |        |  |
|  | 4           | M Alves O Luz                         | M Alves O Luz                   | 6           | 6           |  |  |                  |                            | 4                       | M Alves O Luz           | 65               | 6 | [10] |            |                          |                          |                                 |                                 |   |   |        |        |        |        |        |  |
|  | WC          | G Heide B Oliveira                    | G Heide B Oliveira              | 1           | 2           |  |  | 4                | M Alves O Luz              | M Alves O Luz           | M Alves O Luz           | w/o              |   |      |            |                          |                          |                                 |                                 |   |   |        |        |        |        |        |  |
|  |             | T Boyer JP Ficovich                   | 2                               | 6           | [5]         |  |  |                  | I Carou C Ugo Carabelli    | I Carou C Ugo Carabelli | I Carou C Ugo Carabelli |                  |   |      |            |                          |                          |                                 |                                 |   |   |        |        |        |        |        |  |
|  |             | I Carou C Ugo Carabelli               | 6                               | 2           | [10]        |  |  |                  |                            |                         |                         |                  |   |      | 4          | Mateus Alves Orlando Luz | Mateus Alves Orlando Luz | 6                               | 6                               |   |   |        |        |        |        |        |  |
|  |             | FA Gómez LD Martínez                  | 6                               | 3           | [10]        |  |  |                  |                            |                         |                         |                  |   |      |            |                          |                          | Tomás Barrios Vera Facundo Mena | Tomás Barrios Vera Facundo Mena | 3 | 4 |        |        |        |        |        |  |
|  | PR          | A Huertas del Pino C Huertas del Pino | 2                               | 6           | [5]         |  |  |                  | FA Gómez LD Martínez       | 63                      | 7                       | [10]             |   |      |            |                          |                          |                                 |                                 |   |   |        |        |        |        |        |  |
|  |             | S Rodríguez Taverna T Whiting         | S Rodríguez Taverna T Whiting   | 4           | 3           |  |  | 3                | B Arias F Zeballos         | 7                       | 5                       | [3]              |   |      |            |                          |                          |                                 |                                 |   |   |        |        |        |        |        |  |
|  | 3           | B Arias F Zeballos                    | B Arias F Zeballos              | 6           | 6           |  |  |                  |                            |                         |                         |                  |   |      |            | FA Gómez LD Martínez     | 6                        | 3                               | [3]                             |   |   |        |        |        |        |        |  |
|  | WC          | E Camargo Lima D Dutra da Silva       | E Camargo Lima D Dutra da Silva | 3           | 2           |  |  |                  |                            |                         | T Barrios Vera F Mena   | 3                | 6 | [10] |            |                          |                          |                                 |                                 |   |   |        |        |        |        |        |  |
|  |             | F Meligeni Alves M Zormann            | F Meligeni Alves M Zormann      | 6           | 6           |  |  |                  | F Meligeni Alves M Zormann | 6                       | 4                       | [7]              |   |      |            |                          |                          |                                 |                                 |   |   |        |        |        |        |        |  |
|  |             | T Barrios Vera F Mena                 | 6                               | 3           | [11]        |  |  |                  | T Barrios Vera F Mena      | 0                       | 6                       | [10]             |   |      |            |                          |                          |                                 |                                 |   |   |        |        |        |        |        |  |
|  | 2           | F Romboli M Soto                      | 3                               | 6           | [9]         |  |  |                  |                            |                         |                         |                  |   |      |            |                          |                          |                                 |                                 |   |   |        |        |        |        |        |  |